# 国民议会 (阿富汗)
国民议会（意为“会议”）是阿富汗伊斯蘭共和國的国家立法机关，它是两院制，包括：人民院（又称下院，250席位）和长老院（又称上院，102席位）。《阿富汗伊斯兰共和国宪法》第八十一条规定：“国民议会是阿富汗伊斯兰共和国的最高立法机关，它体现人民意愿和代表整个国家。阿富汗公民在投票时需要衡量所有国民议会中每个成员的个人利益和国家最高利益。”
2005年8月29日，阿富汗的前国王穆罕默德·查希尔沙为新国会大厦举行奠基仪式，该大厦由印度政府援助建设。
阿富汗政府打算重建“达鲁尔·阿曼宫”将来作为国民议会的工作场所。
2021年塔利班攻勢下阿富汗伊斯兰共和国所属大部分地区被塔利班占领，随后末任总统阿什拉夫·加尼·艾哈迈德扎伊辞职，国民议会也遭到塔利班强制解散。